# Justícia global
La justícia global neix com a filosofia política els anys setanta com una fusió del moviment internacionalista obrer i feminista, fa referència a diferents línies d'anàlisi sociopolítica per garantir el ben estar social en tot el món. Té com a objectiu crear polítiques locals i globals per eliminar injustícies. Dins d'aquesta, hi ha diferents termes que tracta la Justícia Global, termes que són sostinguts per dades objectives.

## Temes que tracta la justícia global

### Desigualtats econòmiques
Segons les dades del Banc Mundial, els país amb PIB més alt, és EUA (20,94 bilions de dòlars), quasi multiplica per 40 el PIB conjunt dels països catalogats com a estats d’ingressos baixos. La desigualtat es perpetua a través de mecanismes d’explotació del nord cap al sud.
Un d’aquests mecanismes l’ONG Intermón OXFAM l’anomena “guerra fiscal”: els països empobrits perden uns 100.000 milions de dòlars anuals per evasió fiscal de grans empreses. Els paradisos fiscals, com les Illes Bermudes o les Illes Caiman, però també Irlanda i Suïssa són responsables. Per exemple Apple té la seva seu a Irlanda. Intermón OXFAM assegura que un 90% de les empreses tenen diners, almenys en un paradís fiscal.
El deute és també un dels mecanismes que més mal fa, sobretot afecta els països del nord però sobretot amb països empobrits com Moçambic, el Líban o Nicaragua. Els Fons Monetari Internacional (FMI) calcula que 32 països d’ingressos baixos tenen problemes de deute.

### Emergència climàtica
L'Acord de París estableix que l’augment de temperatura al món no pot augmentar més d’1,5 °C respecte als nivells preindustrials. L’organització Climate Action Tracker, però, argumenta que amb les polítiques nacionals actuals podríem arribar a augmentar fins a 
4,8 °C. Les conseqüències d’augmentar tant els graus, pot suposar la pèrdua irreversible d’ecosistemes, l'IPCC augura que només amb l’augment de 2 °C es podria perdre el 18% de les espècies dels insectes, el 16% de les plantes i el 8% dels animals vertebrats. Pel que fa als humans, els països del sud s'emportarien la pitjor part, en el s. XX ja van ser els països amb més morts per desastres naturals, van morir 600.000 persones, el 95% en els països van en els més empobrits segons l'OMS.
Els països principals responsables del canvi climàtic són els països més industrialitzats, EUA, la Xina o la Unió Europea.

### Espoli i destrucció de recursos naturals
Durant el s. XIX l'explotació de cautxú a l’Àfrica, especialment al Congo belga va causar la mort de 10 milions de persones. Avui en dia tampoc és gaire diferent, l'explotació dels països del nord cap als del sud segueix sent molt constant. Els 10 països que més àrea de bosc han perdut el 2018 són de l’Amèrica Llatina, del Sud-est asiàtic i l’Àfrica. Segons un informe del Fons Mundial per la Natura (WWF), les causes serien l’agricultura i la ramaderia, la mineria i els projectes hidroelèctrics. El mateix informe calcula que el 15% de l'ecosistema amazònic té concessions mineres. Per altra part, el responsable de la pèrdua més gran de l’hàbitat de l’Amazones és l’agricultura, destaca la ONG. Per exemple la Xina té un pes important amb l'exportació de la soja i de carn. I a més a més hi ha molta violència cap als activistes ambientals, segons Global Witness 164 líders ambientals van ser assassinats l’any 2018.

### Conflictes armats
La seguretat mundial, en la darrera dècada s'ha deteriorat. L’institut de Recerca de la Pau d’Estocolm (SIPRI), calcula que almenys 15.399 civils van morir en 2017 a causa d’aquests conflictes. Actualment, L’Escola de Cultura de Pau de la Universitat Autònoma de Barcelona es registra un total de 33 conflictes armats actius en acabar el 2018.
La majoria d’aquests conflictes es presenten en el Sud global. El continent africà en viu 16, Àsia 9, i l’Orient Mitjà 6, mentre que Europa és l'escenari amb menys, amb només 2. Els exemples de grups armats i guerres, són les FARC, a Colòmbia, el Boko Haram a Txad o la guerra civil al Sudan del Sud. Els EUA són un país molt implicat en molts conflictes armats al món, van tenir el pressupost militar més gran, amb 610.000 milions de dòlars. La Xina el segueix de prop, amb 228.000 milions de dòlars.

### Fam i alimentació
113 milions les persones en el món no tenen accés als aliments necessaris per a una vida saludable segons el Programa mundial d’aliments (PMA). En els darrers tres anys el nombre d’afectats no baixa dels 100 milions. Els països més afectats són: L'Afganistan, Etiòpia, Nigèria, la República Democràtica del Congo, el Sudan, el Sudan del Sud, el Iemen i Síria. Aquests estats sumen un total de 72 milions de persones amb inseguretat alimentària. El sud global és el més afectat: El 21% de la població africana no té suficients aliments, a l’Àfrica subsahariana, el problema s'intensifica amb un 23% de gent que ha patit privació crònica d’aliments. El director del PMA, David Beasley, subratlla que “l’aliment s'ha convertit en una arma de guerra”, faccions armades “bloquegen l’accés al menjar, en part per fer patir a l'enemic”. Però el factor que ha generat més afectació sobre l’alimentació en els darrers anys ha estat el canvi climàtic. El PMA calcula que, durant el 2018, 28 milions de persones van caure en la inseguretat alimentària arran dels desastres naturals i de les conseqüències de l'escalfament global.

### Desigualtat de gènere
Les xifres són les següents: una de cada tres dones arreu del món ha patit violència física o sexual segons les Nacions Unides (ONU). Cap regió del món es lliura, a Amèrica la prevalença és del 32,7% i a l’Àfrica del 45%. La mitjana de víctimes en països de renda alta és del 32,7%. Els assassinats se’n van endur la vida de 87.000 dones arreu del món l’any 2017. Cada dia 237 víctimes. Un dels moviments més grans contra aquesta injustícia va ser l’any 2018 amb el #MeToo i el rebuig a la sentència de la “La Manada”. Segons el Banc Mundial, un terç dels països no té cap llei que prevegi la violència sexual dins la família; la meitat no considera la violència econòmica una forma d’abús masclista, i el 20% dels estats no té legislació al voltant de l’assetjament laboral. A part de les desigualtats de gènere, trobem l’agreujant del racisme, als Estats Units, les dones negres cobren el 56% del total del sou mitjà anual d’un home blanc.

### Desigualtats en salut
Els 30 països amb l'esperança de vida més alta, fins a més de vuitanta anys, són la majoria països occidentals. En canvi, els 30 països amb l'esperança de vida més baixa són tots africans, menys Haití, el país més pobre d’Amèrica. A Barcelona, els veïns de barris com les Corts poden arribar a viure deu anys més que els veïns de Nou Barris. Segons l’Organització Mundial de la Salut (OMS), les desigualtats socials són l’arrel de les inequitats en l’àmbit de la salut. Un exemple és que la meitat de morts als països de baixos ingressos són a causa de malalties transmissibles, afeccions maternes, perinatals i nutricionals. Les malalties es podrien evitar amb un accés a serveis bàsics de salut. La meitat de la població mundial no gaudeix d’aquests serveis. I la meitat que sí que hi pot accedir ha d’enfrontar uns preus prohibitius. El 2010, uns 800 milions de persones van haver de gastar el 10% del seu pressupost familiar en salut.

### Drets laborals
Aproximadament el 5% de la població mundial no té feina, però amaga altres realitats com que l’atur sobrepassa un 30% en els territoris palestins, a Grècia estan a prop del 20% i a Espanya no baixa gairebé mai del 15%. Però no tenir feina no garanteix res, dues de cada deu persones que treballen arreu del món no surten de la pobresa, segons l’Organització Mundial del Treball (OIT). Les desigualtats de gènere també afecten en els drets laborals, segons les dades de la ONU, la meitat de les dones treballadores estava en una situació d’ocupació vulnerable, enfront del 46% dels homes. El 2017 Amnistia Internacional documentava que menors d’edat treballaven a les mines de cobalt de la República Democràtica del Congo. L’OIT calcula que 152 milions de menors d’edat treballen arreu del món indegudament. Un altre sector repetidament denunciat pel fet de participar en aquestes dinàmiques és la indústria tèxtil, que ocupa principalment dones en països del Sud-est asiàtic. Alguns països són el Marroc, Cambodja i Bangladesh, on precisament el 2013 van morir 1.132 persones, sobretot dones.

### Habitatge
Fa 200 anys, només el 3% de la població mundial vivia en ciutats. El 2014 la xifra havia ascendit fins al 54%, segons les dades de l'ONU. Les Nacions Unides calculen que el 13% de les urbs del món ofereixen habitatge assequible. I el Fòrum Econòmic Mundial calcula que 330 milions de famílies el 2014 vivien en condicions inestables. Els països del sud global s'emporten la pitjor part, segons les xifres de l’ONU un quart de la població urbana del món viu en assentaments informals, cosa que equival a 883 milions de persones. A l’Àfrica subsahariana, 200 milions de persones viuen en infrahabitatges, igual que a l’Àsia meridional. A l’Amèrica Llatina i al carib, la xifra supera els 110 milions. Un informe de l’ONU assegura que l’any 2017 “el mercat immobiliari ha provocat desplaçaments i desnonaments a una escala sense procedents”. L'estat espanyol és un dels pitjors exemples: Entre el 2008 i el 2013 van tenir lloc 500.000 execucions hipotecàries. Fons d’inversió com el Blackstone, són els que han provocat aquesta situació.

### Migracions i refugiats
Segons dades de l'ACNUR, l'agència de les Nacions Unides pels refugiats, en aquest moment 70,8 milions de persones han deixat casa seva a la força. Fa 10 anys, la població mundial desplaçada era de 43,3 milions de persones, o sigui, que 1 de cada 160 persones patia aquesta situació. La proporció ha augmentat a 1 de cada 108 persones el 2018. Més de la meitat de migrants (70 milions) no han travessat cap frontera internacional, i dels que sí que ho han fet, el 80% és cap al país veí. I per això els països més afectats són Turquia, el Pakistan, Uganda i el Sudan. Que venen de Sudan del Sud, Afganistan i Síria. L’únic país del Nord Global que és entre els cinc primers a l’hora de rebre refugiats és Alemanya, que n’acull milions de refugiats. El fenomen del desplaçament forçat també afecta el continent Americà. Veneçuela és el que va emetre més sol·licituds d’asil el 2018 i es calcula que a finals de 2019 podrien haver deixat el país uns cinc milions de persones.

### Xenofòbia i extrema dreta
Entre el 2014 i el 2018, els partits d'extrema dreta han avançat un 15% a l'Europa Occidental i un 11% a l'Europa de l'est, segons els càlculs de l'Institut CESifo. Però Europa no és l'únic continent, els EUA la presidència de Donald Trump és un exemple dels postulats més radicals de partits de dretes tradicionals, com el Partit Republicà. Les conseqüències són devastadores, polítiques de migració d'Itàlia amb Matteo Salvini, que deixant milers de migrants al mar. El mur real i ideològic de Trump amb Mèxic. L’índex de Terrorisme Global va registrar el 2017 un total de 158 morts provocades pel que anomenen “terrorisme d’extrema dreta”, 96 a Europa i 62 a l’Amèrica del Nord. A aquestes morts s'hi sumen 167 atacs més sense víctimes mortals en totes dues regions. Alguns exemples són la mort de Charlottesville, als Estats Units, provocada per un conductor que va arremetre contra una manifestació antifeixista el 2017, o el tiroteig de, El Paso, Texas, que va deixar 22 morts el 3 d’agost de 2019.

### Retrocessos democràtics
Aquest any 2021 ja acumula 28 professionals morts i 235 empresonats. La Xina, Egipte, l'Iran o Cuba (2024 Israel) són alguns dels països amb menys llibertats per a la premsa, seguits per Colòmbia, Rússia o RD del Congo. Tenim l'exemple del periodista Jamal Kashoggi que va ser assassinat al consolat d'Aràbia Saudita a Istanbul, Turquia. Tampoc s'aturen les agressions contra els defensors dels drets humans arreu del planeta, sobretot a l'Amèrica Llatina. Front Line Defenders va registrar 321 assassinats el 2018 en 27 països. Colombia amb 126 líders socials morts és el país més mortífer. Segons l’organització Freedom House, que avalua paràmetres com la transparència dels governs i la independència dels poders de l'estat, 116 països han patit una regressió democràtica entre el 2017 i el 2018. La mateixa organització Freedom House alerta del declivi de països com els Estats Units, a causa dels atacs de l'expresident, Donald Trump, als mitjans de comunicació i a l'estat de dret, o el discurs del mandatari del Brasil, Jair Bolsonaro, contra la comunitat LGTBIQ+, que ha desencadenat amenaces contra algunes de les seves cares visibles.